# Karl Schönböck

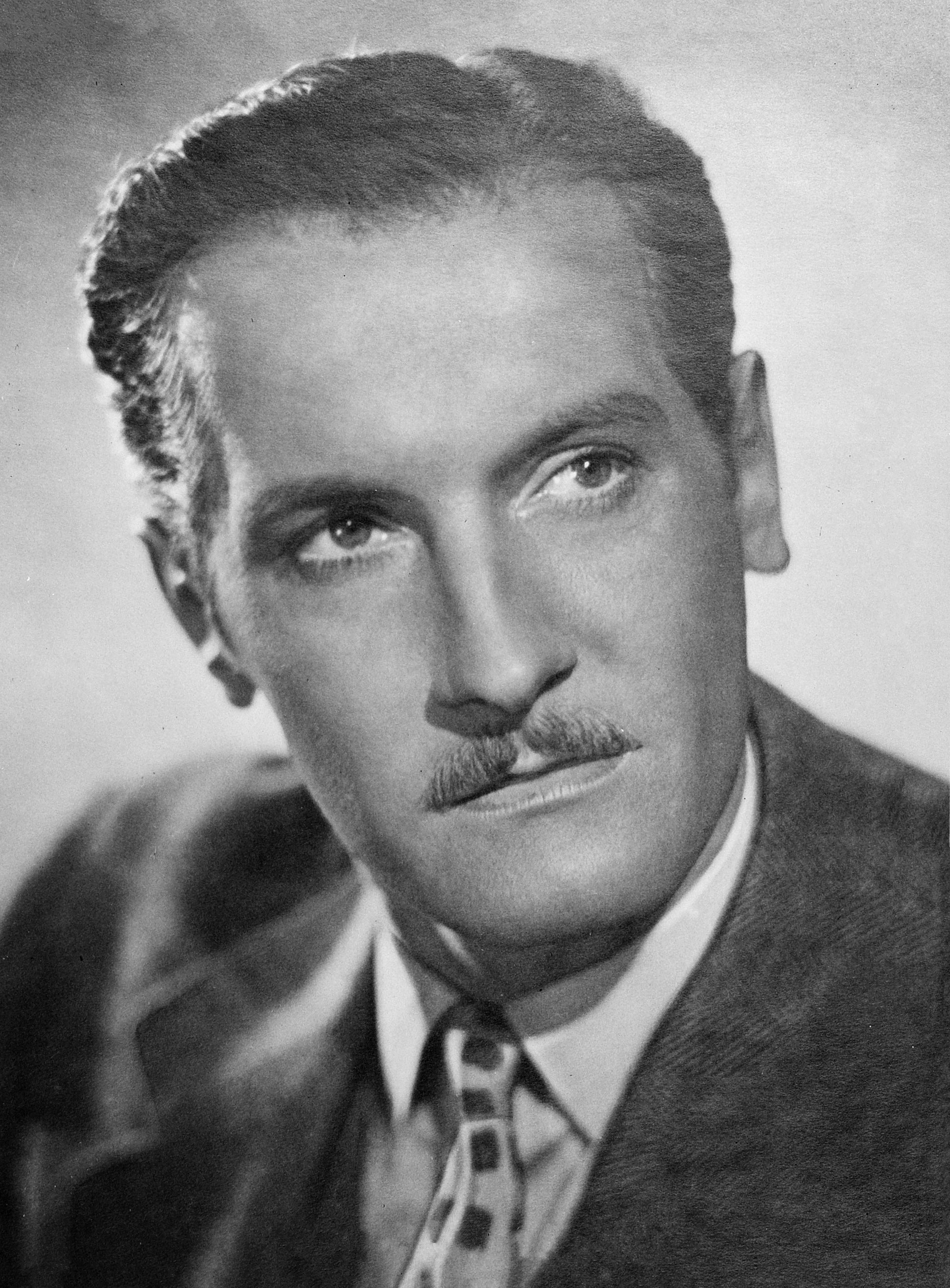
Karl Schönböck, 1948

Karl Schönböck, eigentlich Karl Ludwig Josef Maria Schönböck (* 4. Februar 1909 in Wien, Österreich-Ungarn; † 24. März 2001 in München), war ein österreichischer Schauspieler.

## Leben
Der Sohn des DDSG-Kapitäns Emanuel Schönböck und seiner Ehefrau Luise geb. Bogner besuchte nach der Volksschule die Schüttel-Realschule, wo er Klassenkamerad von Karl Hödl (Hans Holt) und Mitglied einer Laiengruppe war. Im Alter von 17 Jahren belegte er als Boxer bei der Neulingsmeisterschaft den zweiten Platz im Schwergewicht.
Nach der Matura begann er zunächst ein Philologiestudium in Wien. Nach zwei Semestern studierte er von 1927 bis 1930 an der Akademie für Musik und darstellende Kunst in Wien bei Heinz Schulbaur, nahm zusätzlich Gesangsunterricht bei Jekelius in Berlin und arbeitete bei der österreichischen Rundfunkgesellschaft RAVAG.
1930 gab er am Stadttheater Meißen sein Theaterdebüt als Ashley in Vater sein dagegen sehr. Darauf folgten Engagements am Deutschen Theater Hannover (1931), am Stadttheater Salzburg (1932), am Neuen Schauspielhaus Königsberg (1933) und am Stadttheater Bonn (1934 bis 1937), danach an verschiedenen Berliner Bühnen wie dem Theater am Kurfürstendamm und der dortigen Komödie. 1936 und 1937 wurde er westdeutscher Bezirksmeister im Fechten (Säbel und Florett).
1936 gab er im Alter von 27 Jahren unter der Regie von Reinhold Schünzel sein Filmdebüt in Das Mädchen Irene, worauf zahlreiche weitere Film- und später auch Fernsehrollen folgen sollten. Auch hier mimte Schönböck vorwiegend den Typus des charmanten, sportlichen, oft etwas eitlen und darum nicht ganz ernst zu nehmenden Kavaliers, Bonvivants oder Aristokraten. Schönböck stand 1944 in der Gottbegnadeten-Liste des Reichsministeriums für Volksaufklärung und Propaganda.
Nach dem Zweiten Weltkrieg spielte Schönböck zunächst in Berlin an der Tribüne und wechselte 1946 an die Münchner Gastspielbühne. 1947 spielte er erstmals an den Münchner Kammerspielen und im Kabarett Die Schaubude. Er gehörte zu den Mitbegründern der Kleinen Freiheit, wo er 1951 bis 1952 in Kästner-Programmen spielte. Ab 1955 gastierte er an den Münchner Kammerspielen, an der Stuttgarter Komödie im Marquardt, am Theater in der Josefstadt und in Berlin, ohne sich fest an ein Ensemble zu binden. Spielte er zu Beginn seiner Karriere noch im dramatischen Fach, verlagerte sich sein Schwerpunkt später mehr zum gehobenen Boulevardtheater hin, wobei er meist die Rolle des Bonvivants oder Grandseigneurs übernahm. Darüber hinaus wirkte er bei zahlreichen Kabarett-Programmen mit, unter anderem in den legendären Münchner Kabaretts Die Schaubude und Die Kleine Freiheit; in beiden trat er zeitweise mit seiner damaligen Ehefrau, der Schauspielerin Herta Saal, auf.
Im Film repräsentierte Schönböck weiterhin den typischen Grandseigneur, der allerdings in den Produktionen der 1960er und 1970er Jahre kaum noch gefragt war. So wandte er sich immer mehr dem Fernsehen zu, das noch eher in der Lage war, ihm adäquate Rollen anzubieten. Späte Höhepunkte erreichte sein parodistischer, karikierender Darstellungsstil in Helmut Dietls Satire Schtonk! über die Affäre um die von Konrad Kujau erfundenen Hitler-Tagebücher, und in Halali oder Der Schuß ins Brötchen, wo Schönböck einen greisen Gutsherrn verkörperte. Auch in Serien wie Das Erbe der Guldenburgs konnte er sich als wohlsituierter, charmanter Connaisseur präsentieren. Seine letzte größere Rolle war die des Vaters von Friedrich von Thun in mehreren Filmen der ZDF-Krimiserie Die Verbrechen des Professor Capellari. Daneben unternahm er immer noch mit großem Erfolg Gastspielreisen, so 1989 in Neil Simons Sunny Boys.

## Familie
Schönböck war in erster Ehe mit der Schauspielerin Herta Saal (1910–1964) bis zu deren Tod verheiratet. Dieser Ehe entstammt die Tochter Christine (* 1942). Ab 1965 bis zu seinem Tod war Schönböck in zweiter Ehe mit der Schauspielerin Corinna Genest (1938–2023) verheiratet.

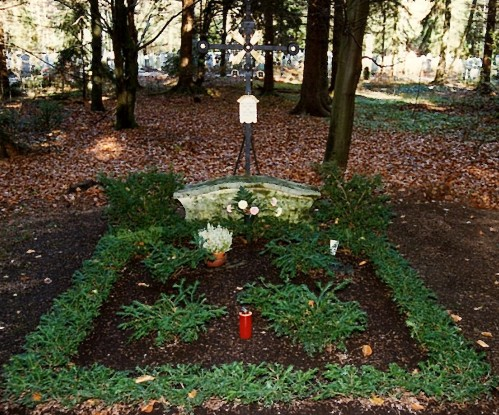
Grabstätte von Karl Schönböck auf dem Münchner Waldfriedhof

## Tod und Bestattung
Im Alter von 92 Jahren erlag Schönbeck den Folgen eines Schlaganfalles, nachdem er bis zuletzt als Schauspieler aktiv war.
Das Grab von Karl Schönböck und seiner ersten Frau Herta Saal befindet sich auf dem Münchner Waldfriedhof (Grabnr. 106-W-13, im alten Teil des Friedhofs).

## Auszeichnungen
- 1979: Bundesverdienstkreuz der Bundesrepublik Deutschland I. Klasse
- 1985: Filmband in Gold für besondere Verdienste um den deutschen Film
- 1989: Österreichisches Ehrenkreuz für Wissenschaft und Kunst I. Klasse

## Filmografie
- 1936: Das Mädchen Irene
- 1936: Blumen aus Nizza
- 1937: Daphne und der Diplomat
- 1937: Gewitterflug zu Claudia
- 1938: Anna Favetti
- 1938: Der Blaufuchs
- 1938: Eine Nacht im Mai
- 1939: Liebe streng verboten
- 1939: Fräulein
- 1939: Die goldene Maske
- 1939: Dein Leben gehört mir
- 1940: Aus erster Ehe
- 1940: Bismarck
- 1940: Casanova heiratet
- 1941: Der siebente Junge
- 1941: Frau Luna
- 1942: Das große Spiel
- 1942: Der Fall Rainer
- 1942: Stimme des Herzens
- 1943: Die Wirtin zum Weißen Rößl
- 1943: Akrobat schö-ö-ö-n
- 1943: Titanic
- 1943/46: Peter Voss, der Millionendieb
- 1944: Ich hab’ von dir geträumt
- 1944: Der Verteidiger hat das Wort
- 1944/48: Eine alltägliche Geschichte
- 1944/52: Das Mädchen Juanita
- 1945: Die Brüder Noltenius
- 1945: Das Leben geht weiter
- 1948: Berliner Ballade
- 1949: Träum’ nicht, Annette!
- 1949: Ich mach dich glücklich
- 1949: Höllische Liebe
- 1949: Der blaue Strohhut
- 1950: Meine Nichte Susanne
- 1950: Der Mann, der sich selber sucht
- 1950: Sensation im Savoy
- 1950: Die Nacht ohne Sünde
- 1950: Taxi-Kitty
- 1952: Ein ganz großes Kind
- 1952: Die Försterchristel
- 1952: Der keusche Lebemann
- 1952: Wir tanzen auf dem Regenbogen
- 1953: Fiakermilli – Liebling von Wien (Die Fiakermilli)
- 1953: Lavendel – eine ganz unmoralische Geschichte (Lavendel)
- 1953: Fanfaren der Ehe
- 1953: Muß man sich gleich scheiden lassen?
- 1953: Die Nacht ohne Moral
- 1953: Schlagerparade
- 1953: Bezauberndes Fräulein
- 1954: Die Perle von Tokay
- 1954: Rosen aus dem Süden
- 1954: Der Zigeunerbaron
- 1954: Feuerwerk
- 1954: Die Stadt ist voller Geheimnisse
- 1955: Ihre Liebesnacht
- 1955: Ihr erstes Rendezvous
- 1955: Der Kongreß tanzt
- 1955: Feuerwerk (TV)
- 1956: Das Bad auf der Tenne
- 1956: Ein tolles Hotel
- 1956: Hurra – die Firma hat ein Kind
- 1956: Durch die Wälder, durch die Auen
- 1956: Die liebe Familie
- 1957: Notturno (TV)
- 1957: Die unentschuldigte Stunde
- 1957: Das Abgründige in Herrn Gerstenberg (TV)
- 1957: Unentschuldigte Stunde (TV)
- 1958: Das Prinzip (TV)
- 1959: Sehnsucht hat mich verführt
- 1959: Der Misanthrop (TV)
- 1959: Die ist nicht von gestern (TV)
- 1959: Amphitryon (TV)
- 1959: Intimitäten (TV)
- 1959: Die Wahrheit über Rosemarie
- 1959: Die Liebe des Jahres (TV)
- 1960: Die erste Mrs. Selby (TV)
- 1960: Olivia (TV)
- 1960: Finden Sie, daß Constanze sich richtig verhält? (TV)
- 1960: Es geschah in Paris (TV)
- 1960: Schlager-Raketen
- 1960: Das schwarze Schaf
- 1961: Ein Tag im Leben von... (TV)
- 1961: Eine hübscher als die andere
- 1961: Bei Pichler stimmt die Kasse nicht
- 1961: Froher Herbst des Lebens (TV)
- 1961: Biographie und Liebe (TV)
- 1961: Der Hofrat war verhindert (TV)
- 1961: Blond muß man sein auf Capri
- 1961: Es muß nicht immer Kaviar sein
- 1961: Diesmal muß es Kaviar sein
- 1961: Heute gehn wir bummeln
- 1961: Der Traum von Lieschen Müller
- 1962: Deutschland – deine Sternchen
- 1962: Das schwarz-weiß-rote Himmelbett
- 1963: Lady Frederick (TV)
- 1963: Feuerwerk (TV)
- 1963: Mamsell Nitouche (TV)
- 1964: Reise um die Erde (TV)
- 1964: Die beiden Klingsberg (TV)
- 1964: Der Weiberheld (TV)
- 1964: Das Pferd (TV)
- 1964: Mitternachtsmarkt (TV)
- 1964: Ein Engel namens Schmitt (TV)
- 1964: Maibritt, das Mädchen von den Inseln
- 1964: Meine Nichte Susanne (TV)
- 1964: Lady Windermeres Fächer (TV)
- 1965: Herr Kayser und die Nachtigall (TV)
- 1966: Schöne Geschichten mit Papa und Mama (TV)
- 1966: Onkel Filser – Allerneueste Lausbubengeschichten
- 1967: Liebe für Liebe (TV)
- 1967: Das Attentat (TV)
- 1967: Paradies auf Erden (TV)
- 1967: Der Lügner und die Nonne
- 1967: Wenn Ludwig ins Manöver zieht
- 1967: Pechvogel (TV)
- 1967: Mit Django kam der Tod (L'uomo, l'orgolio, la vendetta)
- 1968: Ich spreng’ Euch alle in die Luft – Inspektor Blomfields Fall Nr. 1
- 1968: Le Franciscain de Bourges
- 1968: Hochzeit auf der Alm (TV)
- 1969: Ein Mädchen für alles (TV)
- 1969: Das Interview (TV)
- 1969: Familienärger (TV-Serie Dem Täter auf der Spur)
- 1969: Nicht fummeln, Liebling
- 1970: Die Lümmel von der ersten Bank – Wir hau’n die Pauker in die Pfanne
- 1970: Das Kamel geht durch das Nadelöhr (TV)
- 1970: Der Feldherrnhügel (TV)
- 1970: Die Frau ohne Kuß (TV)
- 1971: Das haut den stärksten Zwilling um
- 1971: Ein Herr Schmidt (TV)
- 1971: Die Csárdásfürstin (TV)
- 1974: Die Kinder Edouards (TV)
- 1975: Komtesse Mizzi (TV)
- 1975: Motiv Liebe: Goldener Käfig (TV)
- 1975: Quartett Bestial (Sept morts sur ordonnance)
- 1976: Rosemaries Tochter
- 1976: Die liebe Familie (TV)
- 1977: Ein verrücktes Paar (TV-Serie, 1. Folge)
- 1977: Die Lästigen (TV)
- 1978: Der große Karpfen Ferdinand (TV)
- 1979: Der Kreis (TV)
- 1979: Jane (TV)
- 1979: Die Kinder (TV)
- 1979: Augenblicke – 4 Szenen mit Paula Wessely (TV)
- 1980: Der Eisvogel (TV)
- 1980: Der Vierzehnender (TV-Serie Die unsterblichen Methoden des Franz Josef Wanninger)
- 1980: Liebe, Geld und Adel (TV-Serie Die unsterblichen Methoden des Franz Josef Wanninger)
- 1981: Das Testament (TV-Serie Erben will gelernt sein)
- 1981: Alte Liebe (TV)
- 1981: Duett im Zwielicht (TV)
- 1983: Der Lord und das Kätzchen (TV)
- 1983: Lady Frederick (TV)
- 1985: Otto – Der Film
- 1985: Gefahr für die Liebe – AIDS
- 1985: Das Archiv (TV-Serie Tatort)
- 1986: Detektivbüro Roth (TV-Serie)
- 1986: Die Wicherts von nebenan (TV-Serie)
- 1987–1990: Das Erbe der Guldenburgs (TV-Serie)
- 1987: Höchste Eisenbahn (TV)
- 1988: Romeo mit grauen Schläfen (TV)
- 1990: Die Kaffeehaus-Clique (TV)
- 1991: Alte Liebe rostet nicht (TV-Serie Ein Schloß am Wörthersee)
- 1992: Schtonk!
- 1993: Drei Tage mit dem Richter (Si, ti voglio bene; TV-Serie)
- 1993: Die Botschafterin (TV-Serie)
- 1994: Verliebt, verlobt, verheiratet (TV-Serie)
- 1994: Halali oder Der Schuß ins Brötchen
- 1994: Der Nelkenkönig (TV-Serie)
- 1994: Ihre Exzellenz, die Botschafterin (TV-Serie)
- 1997: Joy Fieldings Mörderischer Sommer (TV)
- 1997: Samen des Bösen (TV-Serie Moritz Kowalsky)
- 1997: Rosamunde Pilcher: Die zweite Chance
- 1997: Sir John Brendan (TV-Serie)
- 1998: First Love – Die große Liebe (TV-Reihe)
- 1998: Die Friseuse und der Millionär (TV)
- 1998: Ferien im Traumhotel (TV-Serie Unser Charly)
- 1998: Die Verbrechen des Professor Capellari (TV-Reihe)
- 1999: Vino Santo (TV)
- 2000: Der Vorhang fällt (TV-Serie Schlosshotel Orth)
- 2000: Bellaria – So lange wir leben! (Dokumentarfilm)